# Kanton Montpellier-4
Kanton Montpellier-4 is een kanton van het Franse departement Hérault. Het kanton maakt deel uit van het arrondissement Montpellier.

## Gemeenten

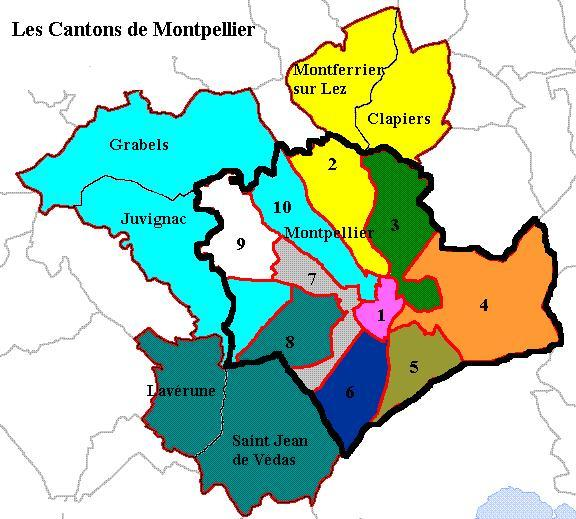
Kantons van Montpellier voor 2015

Het kanton Montpellier-4 omvatte tot 2014 de volgende wijken van de gemeente Montpellier :
- Boulevard de Strasbourg
- Gare
- Les Aubes
- Cité Saint-Roch
- Consuls de Mer
- Rives du Lez
- La Pompignane
- Richter
- Millénaire
- Jardins de la Lironde
- Grammont
- Odysseum
- Montaubérou
- La Méjanelle

Na de herindeling van de kantons bij decreet van 26 februari 2014,  met uitwerking op 22 maart 2015, omvat het kanton een zuidelijk deel van Montpellier.